# Кларино

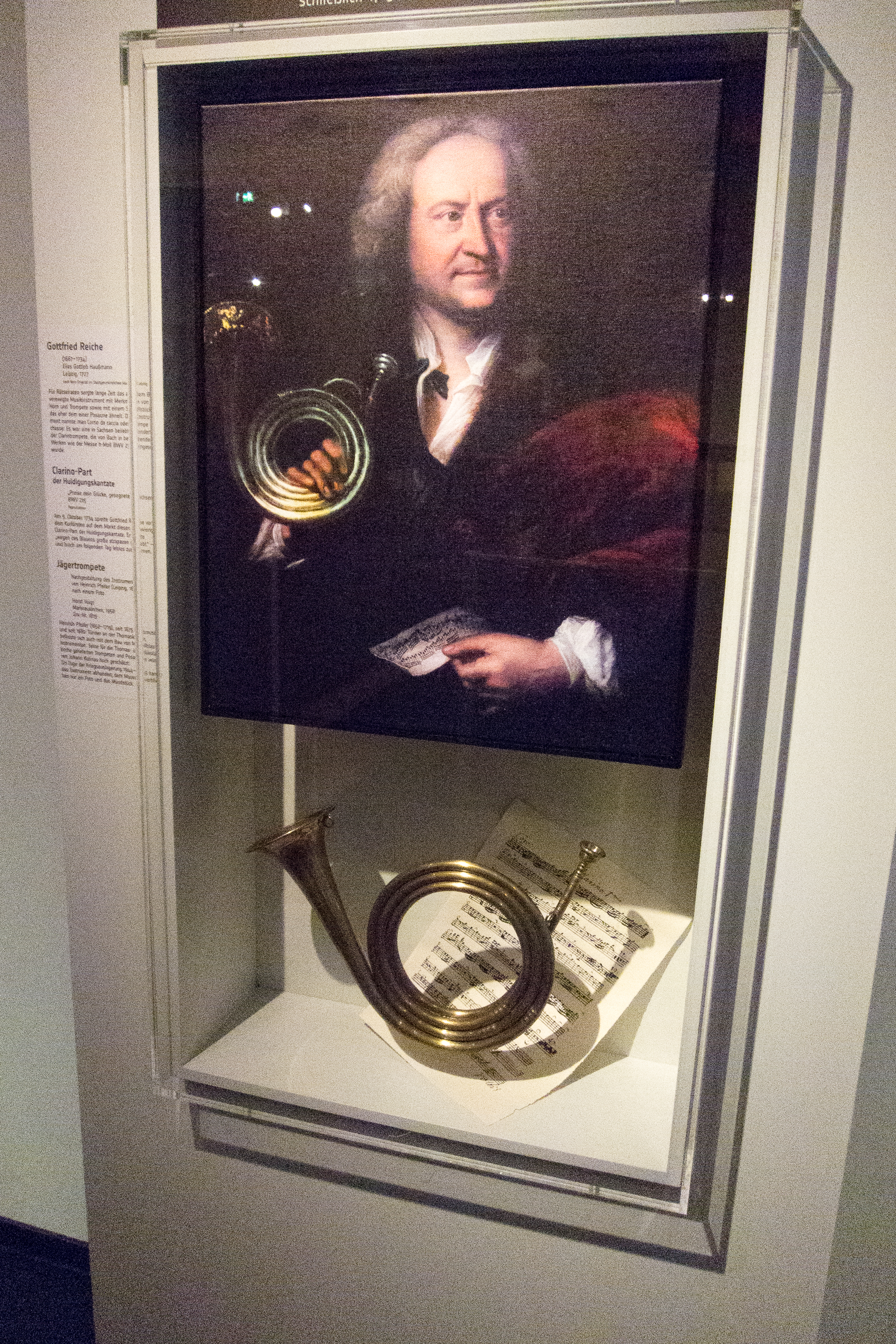
Один из вариантов кларино с портретом немецкого трубача И.Г. Райхе (1667—1734)

Кларино (итал. clarino, от лат. clarus — светлый, яркий) — старинная разновидность натуральной трубы (горна), на которой исполнялись самые высокие звуки мелодии с восьмого по шестнадцатый натуральный тон.
До наших дней не сохранилось подробных сведений об этом инструменте. Название трубы тесно связано с исполняемым на ней одноимённым регистром.
Форма изгиба кларино могла быть S-образной или спиральной.
Термином кларино также называют средний регистр кларнета, вид органных труб и соответствующий им регистр.

## Название
Для инструментов этого типа в Европе не существовало стандартного названия, но бытовало множество сходных обозначений:
- во Франции — clairin, clarin, clerain, clerin, clairon, claroncel и claronchiel, хотя Clairon стало наиболее распространённым словом.
- в Англии — claro, clario, clarone, clarasius, clarioune, claryon и clarion.
- в Испании — clarín и clarón.
- в Италии — chiarina, chiarino, and claretto, и в 1600 стали называть clarino или chlarino.
- в Германии — clareta, в середине XVI века clarin.